# پیترو فرشی
پیترو فرشی (انگلیسی: Pietro Freschi؛ ۶ اوت ۱۹۰۶ – ۱۶ اکتبر ۱۹۷۳) قایقران روئینگ اهل ایتالیا بود.
وی در مسابقات کشوری و بین‌المللی در مجموع برندهٔ ۱ مدال طلا، ۱ مدال برنز شده‌است.